# 妙覚道了
妙覚道了（みょうかくどうりょう）は、室町時代前期の曹洞宗・修験道の僧。妙覚は字。出生地などについては不詳である。道了大権現・道了薩埵・道了大薩埵・道了尊などとも称される。

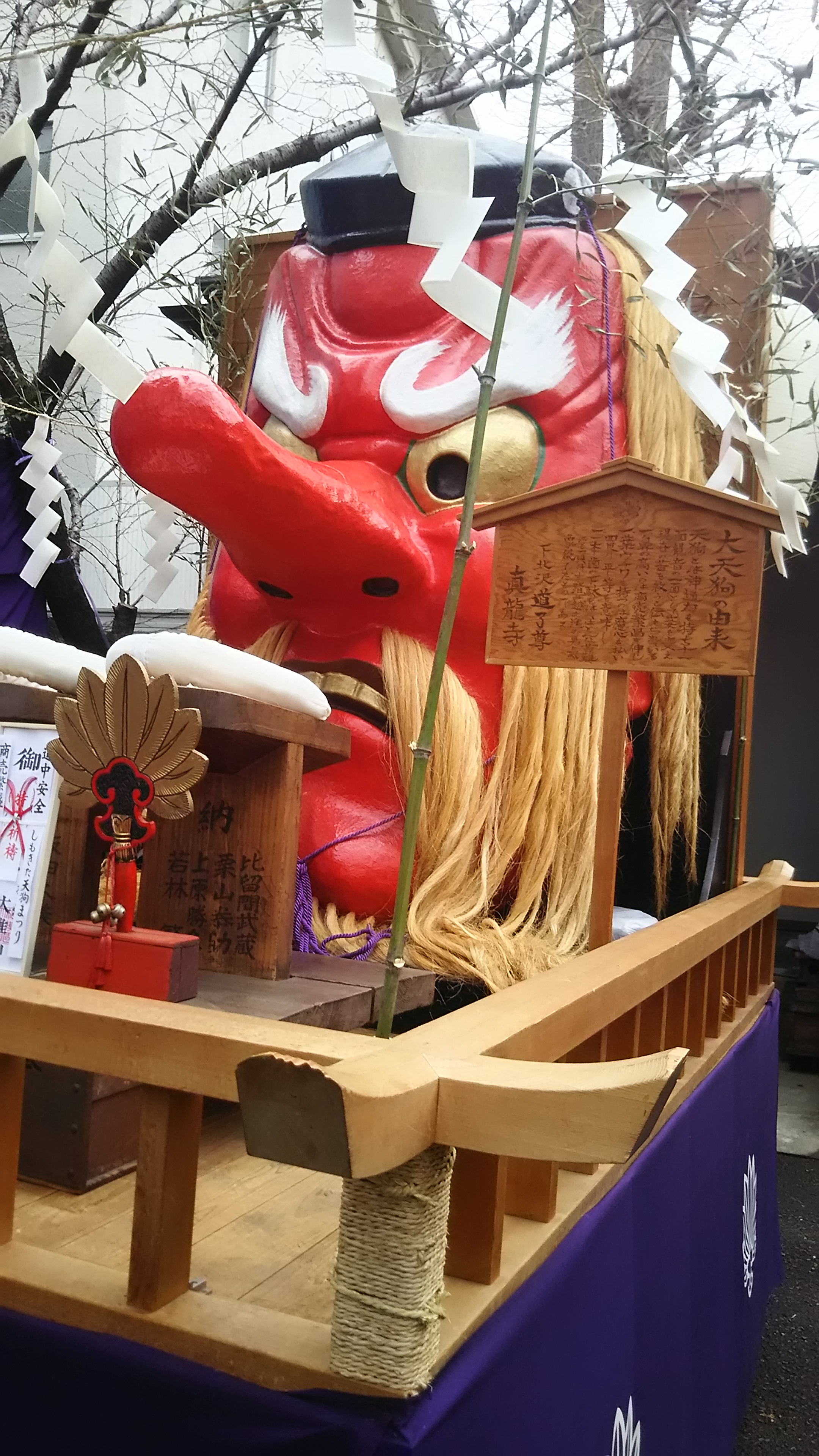
真龍寺の天狗大面

1394年（応永元年）曹洞宗の僧了庵慧明が最乗寺を開創すると、慧明の弟子であった道了はその怪力により寺の創建に助力。1411年（応永18年）3月に了庵慧明が没すると、道了は寺の守護と衆生救済を誓い、天狗に姿を変じて昇天したと伝わる。 故に道了は最乗寺の守護神として祀られた。庶民の間でも信仰を集めて講が結成された。また、江戸の両国などで出開帳が行われた。